# Lamorna Birch
Samuel John «Lamorna» Birch, RA, RWS (Egremont, 1869-1955) fue un pintor británico, que trabajó tanto con óleo como con acuarela. Por sugerencia de un compañero artista, Stanhope Forbes, Birch adoptó el soubriquet de «Lamorna» para distinguirse de Lionel Birch, un artista que también trabajaba en aquel entonces.

## Biografía
Nacido en Egremont, Cheshire (Inglaterra), fue autodidacta como artista, aunque tuvo un breve período de estudios en la Académie Colarossi de París en 1895.
Se le considera el pintor de la Inglaterra septentrional, pero su período más importante es aquel en el que se estableció en Lamorna (Cornualles) en 1902; muchos de sus cuadros más famosos datan de esta época. La bella cueva de Lamorna (Lamorna Cove) es normalmente su tema favorito.
Expuso en la Royal Academy a partir de 1892. Tuvo su primera exposición individual en la Fine Art Society en 1906. Se dice que produjo más de 20 000 cuadros.[cita requerida]
La exposición Shades of British Impressionism Lamorna Birch and his Circle («Tonos del impresionismo británico: Lamorna Birch y su círculo») se celebró en el Warrington Museum & Art Gallery de Mezzanine en octubre de 2004. Detalla sus vínculos con Henry Scott Tuke y Thomas Cooper Gotch y muchos otros que se asentaron en la colonia de artistas en los años 1880 y 1890. «Estos pintores ayudaron a cambiar el rostro del arte británico. Su énfasis en el color y la luz, la verdad y el realismo social suscitó una revolución en el arte británico», dice el catálogo de esta exposición.